# Anna Todd
Anna Renee Todd, född 20 mars 1989 i Dayton i Ohio, är en amerikansk författare. Hon har bland annat skrivit bokserien After.